# Proalinopsis caudatus
Proalinopsis caudatus is een raderdiertjessoort uit de familie Proalidae. De wetenschappelijke naam van deze soort is voor het eerst geldig gepubliceerd in 1872 door Collins.